# Time Seller
Tme Seller is een psychedelische rocknummer van de Britse rockband The Spencer Davis Group uit 1967.
Het nummer is geschreven door bandleden Eddie Hardin, Phil Sawyer en Spencer Davis en geproduceerd door Ron Richards.  Het werd uitgebracht als de eerste single van het vierde studioalbum, With Their New Face On met "Don't Want You No More" als B-kant. In de meeste landen werd het geen of een bescheiden hit. Zo kwam het in de UK Singles Chart niet verder dan de dertigste plek, en in de Amerikaanse Billboard Hot 100 bleef het op de honderdste positie steken. Alleen in Nederland werd het nummer een grote hit en werd de derde plek in de Top 40 en tweede plek in de Parool Top 20 behaald.

## NPO Radio 2 Top 2000
| Nummer met noteringen in de NPO Radio 2 Top 2000 | '00  | '01  | '02  | '03 | '04  |
| ------------------------------------------------ | ---- | ---- | ---- | --- | ---- |
| Time Seller                                      | 1083 | 1207 | 1686 | -   | 1821 |

1. ↑  Een '-' betekent dat het nummer niet was genoteerd en een vetgedrukt getal geeft de hoogste notering aan.
2. ↑  2000 was het eerste jaar met een notering voor dit nummer.
3. ↑  Deze tabel is bijgewerkt tot en met de laatste editie (2024).